# Golden Axe (jeu vidéo)
Golden Axe (戦斧, Senpu) est un jeu vidéo d'action de type beat them all/hack 'n' slash en scrolling horizontal développé et édité par Sega, sorti en 1989 sur borne d'arcade. Il se déroule dans un univers médiéval-fantastique traditionnel réunissant des éléments classiques du genre (des barbares, des dragons, des nains, de la magie...) Le jeu a été porté sur Mega Drive, Master System, PC-Engine et divers micro-ordinateurs.

## Scénario
Autrefois, une terrible guerre fit rage entre les Dieux, créateurs du monde, et les Titans. Ces derniers furent vaincus grâce à une arme surpuissante forgée par les Dieux, nommée «Golden Axe». Grâce à elle, les Titans furent bannis, et les Dieux léguèrent la Terre aux humains. Cependant, un Titan avait survécu: Death Adder. Il s'empara de la Golden Axe et s'en servit pour mettre le monde à feu et à sang. Il enleva le roi de Yuria et sa fille et menaça de les exécuter si les habitants ne se soumettaient pas sans condition. Trois héros, décidés à se venger de Death Adder, partent à sa recherche.

## Système de jeu
Il est possible de choisir entre trois personnages :
- Ax Battler : un guerrier armé d'une épée à deux mains, contrôlant la magie de la terre,
- Tyris Flare : une amazone équipée d'une épée, contrôlant la magie du feu,
- Gilius Thunderhead : un nain maniant une hache, contrôlant la magie de la foudre.

La progression se fait de gauche à droite, les joueurs devant se frayer un chemin parmi les sbires de Death Adder. La progression est impossible tant que tous les ennemis n'ont pas été vaincus. Pour les vaincre, le joueur dispose d'un arsenal de coups assez varié: combos basiques à l'arme, plaquages, coups sautés...
Il est possible de s'emparer de 2 types de montures imaginaires (dragons ou cocatrix) que chevauchent certains ennemis, ceux-ci pouvant exécuter des attaques plus puissantes que les coups normaux. Les dragons sont de deux races : les bleus, qui crachent une colonne de flammes, et les rouges, qui crachent une boule de feu d'une portée illimitée. Les cocatrix peuvent attaquer en tournant sur elles-mêmes rapidement, ce qui leur permet de frapper l'adversaire de leur queue, ou en fonçant sur l'adversaire pour lui asséner un coup de bec.
Chaque personnage peut également utiliser un sort capable de frapper tous les ennemis présents à l'écran. Pour cela, il est nécessaire de ramasser en cours de partie des fioles de potion magique dont le nombre influe sur la puissance du sort. Les fioles sont obtenues en frappant des petites créatures au déplacement très rapide. Celles qui sont vêtues de bleu donnent des fioles. D'autres semblables, mais vêtues de vert, donnent des gigots, qui permettent de reconstituer l'énergie vitale du personnage.
Tous les deux niveaux se trouvent des boss: un ou plusieurs ennemis plus puissants et plus résistants que les autres. Le joueur doit aussi affronter des ennemis traditionnels en même temps.
- Tyris Flare possède plus de niveaux de magie que ses deux acolytes, elle peut récupérer huit niveaux de potion magique. Le plus puissant fait sortir un dragon, c'est le sort le plus puissant du jeu.
- Gilius Thunderhead possède le moins de niveaux de magie que ses deux acolytes, mais se distingue par son agilité.
- Ax Battler se distingue par sa force.

## Versions
La version originale sur borne d'arcade est sortie en juin 1989. Elle fonctionne sur Sega System 16.
Portages
- Mega Drive et Master System (1989)

La version Master System ne permet pas de jouer à deux joueurs simultanément. Seul le guerrier est sélectionnable.
- Amiga, Amstrad CPC, Atari ST, Commodore 64, DOS, ZX Spectrum (1990)
- PC-Engine (CD-ROM²)(1990)
- WonderSwan Color (2002)
- iPhone

Remake
- PlayStation 2 (2003), Sega Ages 2500 Vol. 5: Golden Axe - Un remake en 3D avec quelques cinématiques retravaillées qui n'a pas convaincu. Il est uniquement sorti au Japon sous cette forme (en compilation en 2005 dans Sega Classics Collection pour les États-Unis et, 2006, pour l'Europe).

Compilations
- Windows (1999, dans Sega Smash Pack)
- Dreamcast (2001, dans Sega Smash Pack Vol. 1)
- Game Boy Advance (2002, dans Sega Smash Pack)

Rééditions
- Wii (2006, Console virtuelle, version Mega Drive)

Xbox 360 (2007, Xbox Live Arcade, version arcade haute définition issue d'une nouvelle série de jeux rétros nommée : Sega Vintage Collection)